# Cabo Wilson
El cabo Wilson es un promontorio que forma el lado este de la entrada a la Bahía de las Islas en la costa norte de la isla San Pedro. La bahía de las islas fue descubierta en 1912-1913 por Robert Cushman Murphy, naturalista a bordo del bergantín Daisy. El cabo fue nombrado por Woodrow Wilson, Presidente de los Estados Unidos, entre 1913 y 1921.[cita requerida]
El área que incluye la Bahía de las Islas y cabo Buller, junto con Grytviken es una de las dos áreas de especial interés turístico de la isla.